# Lotus stenodon
Lotus stenodon är en ärtväxtart som först beskrevs av Pierre Edmond Boissier och Theodor Heinrich von Heldreich, och fick sitt nu gällande namn av Theodor Heinrich von Heldreich. Lotus stenodon ingår i släktet käringtänder, och familjen ärtväxter. Inga underarter finns listade i Catalogue of Life.